# 시베루트날다람쥐
시베루트날다람쥐(Petinomys lugens)는 다람쥐과에 속하는 설치류이다. 인도네시아의 토착종이다. 자연 서식지는 아열대 또는 열대 기후 지역의 건조림이다. 서식지 감소로 위협을 받고 있다. 이전에 하겐날다람쥐의 아종으로 간주되기도 했다.

## 생태
습성에 대해서 거의 알려져 있지 않지만, 난쟁이날다람쥐속의 다른 종과 마찬가지로 야행성 동물이고 나무 위에서 생활하는 수상성 동물로 추정된다.

## 분포 및 서식지
수마트라섬 서부 해안에 위치하고 있는 믄타와이 제도의 작은 2개의 섬, 시푸라 섬과 북파가이 섬에서만 발견된다.